# 公共政策調査機構
特定非営利活動法人公共政策調査機構（こうきょうせいさくちょうさきこう、英: Research Institute for Public Policy）は、東京都港区三田に事務所を置くNPO法人のシンクタンク。略称はRIPP。

## 概要
経済評論家の池田健三郎が設立。
公共政策に関する調査研究及びその実践に資する活動を通じ、真にゆたかな日本をつくるための政策目標の達成に寄与し、もって社会の健全な発展に貢献することを目的としている。
社会課題（「秩序あるインバウンド」推進や共同養育推進など）の解決につながる調査研究・実装に向けた啓発活動のほか、各種勉強会を実施する一方、各地の青年会議所の政治行政部門に対し、公開討論会のコーディネーター派遣・研修などの開催支援をおこなっている。

## メンバー
- 理事長：池田健三郎（経済評論家・政策アナリスト）
- 理事：大渕愛子（弁護士）
- 理事：柿﨑明二（帝京大学法学部教授・元首相補佐官）
- 理事：神田知子（ジャーナリスト）
- 監事：相澤弥一郎（2010年度日本青年会議所会頭）
- 顧問：徳川家広（徳川家19代当主）